# 莫約克鎮區 (北卡羅萊納州柯里塔克縣)
莫約克鎮區（英語：Moyock Township）是位於美國北卡羅萊納州柯里塔克縣的一個鎮區。

## 地方資料
莫約克鎮區的面積為178.96平方千米，皆為陸地。根據2020年美國人口普查的數據，當地共有人口8965人，而人口密度為每平方千米50.09人。